# Carlo Severi
Carlo Severi (9 dicembre 1952) è un antropologo italiano, noto per i suoi studi sull'immagine e sulla memoria sociale.

## Studi
Ha studiato filosofia all'Università Statale di Milano e ottenuto la laurea nel 1976. L'interesse per l'antropologia risale a questo periodo (la sua tesi di laurea aveva come titolo "Analisi del Mu Ikala: struttura della terapia e ideologia del soggetto in un esempiodi terapia primitiva (Cuna de Panama)"). Durante il suo dottorato in antropologia all'École des Hautes Études en Sciences Sociales, è stato allievo di Claude Lévi-Strauss e di Georges Devereux (Titolo della tesi: Le traitement chamanique de la folie chez les Indiens Cuna de Panama).

## Carriera
È attualmente directeur d'études presso l'École des Hautes Études en Sciences Sociales di Parigi, dove tiene la cattedra di Antropologia della memoria. È membro del Laboratoire d'anthropologie sociale del Collège de France (il LAS fu fondato nel 1960 da Claude Lévi-Strauss) dal 1985, e membro del Dipartimento di ricerca al Musée du quai Branly di Parigi.
È stato  visiting scholar o invited professor in numerose università estere come il King's College, Cambridge University (1990), il Getty Research Center for the History of Art and the Humanities, Santa Monica (California) (1994–1995), l'Università di Heidelberg, Germany (2000), la Johns Hopkins University di Baltimore (2006), il Museo Nazionale dell'Università di Rio de Janeiro, Brasile (1991, 1995), il Wissenschaftskolleg di Berlino (2002/2003) ecc.)

## Pubblicazioni (Selezione)
- La memoria rituale. Follia e immagine del Bianco in una tradizione sciamanica amerindiana - La Nuova Italia 1993
- (con M. Houseman) Naven, or The Other Self, A Relational Approach to Ritual Action - Brill 1998
- Il Percorso e la Voce. Un'antropologia della memoria - Einaudi 2004
- Autorités sans auteurs : formes de l'autorité dans les traditions orales, in A.Compagnon (ed.), De l'autorité. Colloque annuel du Collège de France, Paris, Odile Jacob, 2008, p. 93-123
- L'univers des arts de la mémoire. Anthropologie d'un artefact mental, in Annales. Histoire, Sciences Sociales, 64 (2009) p. 463-493.